# 190 (szám)
A 190 (százkilencven) a 189 és 191 között található természetes szám.
A 190 Harshad-szám, mert osztható a tízes számrendszerben vett számjegyeinek összegével.
A 190 szfenikus szám, mert három különböző prímszám szorzata.
A 190 háromszögszám és hatszögszám.
A 190 középpontos kilencszögszám, azaz előáll a következő alakban:
{\displaystyle {(3n-1)(3n-2)} \over 2}
nevezetesen n=7 esetben.